# Aleksandr Volkov (tennisspelare)
För andra betydelser, se Aleksandr Volkov.
Aleksandr Vladimirovitj Volkov, född 3 mars 1967 i Kaliningrad, död 19 oktober 2019 i Kaliningrad, var en rysk tennisspelare. 
Han var vänsterhänt och känd för sin unika spelstil då han tog bollen på extrem uppstuds och knappt hade någon sving på backhanden. Han vann 3 singeltitlar på ATP-touren.
Han slog Björn Borg i första omgången av Kremlin Cup 1993, vilket visade sig bli Borgs sista match på touren.
Volkov var med i Davis Cup-finalen 1994, där han bland annat hade matchboll mot Stefan Edberg men förlorade.
Han har tränat Marat Safin.